# 楊鈞
楊 鈞（よう きん、生年不詳 - 524年）は、北魏の官僚・軍人。字は季孫。本貫は恒農郡華陰県。玄祖父は楊彰（楊珧の子）。高祖父は楊結。曾祖父は楊継。祖父は楊暉。父は楊恩。

## 経歴
北魏の鎮遠将軍・河間郡太守の楊恩の子として生まれた。博学で秀才に挙げられ、廷尉正に任じられた。洛陽県令・左中郎将・華州大中正・河南尹・廷尉卿・安北将軍・七兵尚書・北道大行台・恒州刺史・懐朔鎮将を歴任した。521年、柔然の阿那瓌の帰国を支援するよう命令が下ったが、北魏の宮廷で張普恵の反対論があり、また柔然で弥偶可社句可汗が自立したため、出兵を取りやめるよう上奏した。524年8月29日、懐朔鎮で死去した。侍中・司空公・都督雍州諸軍事・雍州刺史の位を追贈され、臨貞県伯に追封された。諡は恭といった。
子に楊暄（楊旉の父）・楊穆・楊倹・楊寛があった。

## 伝記資料
- 『魏書』巻58 列伝第46
- 『周書』巻22 列伝第14
- 『北史』巻41 列伝第29
- 魏故使持節侍中司空公都督雍州諸軍事車騎大将軍雍州刺史臨貞県開国伯楊公墓誌銘（楊鈞墓誌）